# Кубийович, Владимир Михайлович
Влади́мир Миха́йлович Кубийо́вич (укр. Володи́мир Миха́йлович Кубійо́вич; 23 сентября, 1900, Новы-Сонч, Королевство Галиции и Лодомерии, Австро-Венгрия — 2 ноября 1985, Париж, Франция) — украинский политик, географ, историк, коллаборационист сотрудничавший с оккупационной администрацией Германии во время Второй мировой войны, общественный и культурный деятель. Инициатор формирования украинской дивизии СС «Галичина». Организатор издания и главный редактор «Энциклопедии украиноведения» и труда «География украинских и смежных земель».

## Биография
Владимир Кубийович родился в 1900 году в Новом Сонче на Западной Лемковщине в украинско-польской семье.
В 1918 году начал учиться в Ягеллонском университете в Кракове (Польская Республика), но обучение было прервано войной в Галиции. В 1918—1919 годах был артиллеристом в Украинской Галицкой Армии. После отступления УГА за Збруч остался в Галиции, а затем вернулся в Краков, где продолжил обучение в 1919—1923 годах.
С 1928 по 1939 год был доцентом в Ягеллонском университете. Занимался изучением украинских этнических земель в составе Польши, Чехословакии и Румынии. С 1931 года — действительный член Научного Общества им. Шевченко, председатель его географической секции. Как выдающийся географ участвовал в международных научных конгрессах в Праге (1932), Варшаве (1934) и Болгарии (1936), где выступал с докладами. В своих исследованиях польско-украинской окраины Кубийович последовательно отстаивал украинские геополитические интересы и вёл научную дискуссию с польскими учёными, которых обвинял в умышленном подлоге статистических данных в исследованиях, за что в 1939 году был лишён кафедры в Ягеллонском университете.
В 1940 году был назначен профессором Вольного украинского университета в Праге.
Перед Второй мировой войной был одним из лидеров украинского национального движения на землях, входивших в состав Польши. Во время войны был активным сторонником сотрудничества с немцами, занимал должность главы Украинского центрального комитета в Кракове, был инициатором формирования украинской дивизии СС «Галичина» (14-й дивизии СС).
В 1944 году выехал на территорию Германии, позднее жил во Франции. После войны — один из лидеров украинского национального движения на Западе. Был инициатором издания украинской энциклопедии в 10 томах.
В послевоенные годы работал на Западе, автор нескольких фундаментальных работ по украинистике, главный редактор «Энциклопедии украиноведения», изданной во Франции.
В 1947—1951 гг — генеральный секретарь НТШ, с 1952 — председатель НОШ в Европе. Автор более 80 научных работ по географии Украины: «Территория и население украинских земель» (1935), «Атлас Украины и смежных краев» (1937), «География украинских и смежных земель» (1938, 1943), «Украинские этнические группы Галичины» (1953) и др.
Главный редактор «Энциклопедии украиноведения» (Париж — Нью-Йорк, 1955—1984) и «Encyclopedia of Ukraine» (Торонто, Баффало, Лондон, 1984—1985). Редактор украинского издания труда Вольфа-Дитриха Гайке по истории дивизии «Галичина», автор статей в «Известиях» Братства бывших воинов дивизии, в частности статьи «Начала украинской дивизии „Галичина“». Также написал воспоминания «Мне 70» и «Украина в Генерал-губернаторстве 1939-41» (1975).
В современной Украине книги Кубийовича можно найти в библиотеках, в честь него была выпущена почтовая марка.
В честь Кубийовича названы улицы в Коломые, Львове и других городах Украины.

## Научные труды
- «Розміщення культур у Північних Карпатах» (1930)
- Kubijowicz W. Rozmieszczenie Ukraińców w Azji. Biuletyn Polsko-Ukraiński. чч. 21—23. В. 1934.
- Монография «Територія і людність українських земель» (1935)
- «Розміщення населення в бойківських Карпатах» (1938)
- «Лемківщина, Посяння, Холмщина і Підляшшя. Географічний нарис»
- «Ґеоґрафія українських і сумежних земель» (1938, 1943).
- монография «Українці в Генеральній Губернії. 1939—1941». Вид. Миколи Денисюка. Чікаго. 1975. — 664 с.
- монография «Етнічні групи південно-західної України» (1983, автор передмови німецький українознавець Георг Штадтмюллер).
- Володимир Кубійович «Атляс України й сумежних країв»
- Володимир Кубійович «Етнографічна карта України»
- Володимир Кубійович «Етнографічна карта південнозахідньої України (Галичини)»